# Bécasse des Célèbes
Scolopax celebensis
Espèce
Statut de conservation UICN

 NT  : Quasi menacé
La Bécasse des Célèbes (Scolopax celebensis) est une espèce d'oiseau appartenant à la famille des Scolopacidae. Elle est  endémique des Célèbes.

## Sous-espèces
D'après la classification de référence (version 14.1, 2024) de l'Union internationale des ornithologues, la Bécassine de Célèbes possède deux sous-espèces (ordre philogénique) :
- Scolopax celebensis heinrichi Stresemann, 1932 : Nord-Est de Célèbes ;
- Scolopax celebensis celebensis Riley, 1921 : centre de Célèbes.